# ليون داش
ليون داش (بالإنجليزية: Leon Dash)‏ هو صحفي أمريكي، ولد في 16 مارس 1944 في نيو بدفورد في الولايات المتحدة.